# Università Pantheon-Sorbona
L'Università Pantheon-Sorbona (in francese Université Panthéon-Sorbonne), ufficialmente Università Parigi 1 (Université Paris 1), è un'università francese.
Offre la quasi totalità delle discipline universitarie possibili, proponendo degli indirizzi di studi in praticamente tutti i settori e campi del sapere e della conoscenza. In particolare, occupano un posto di maggior rilievo le Scienze economiche e il Management, l'Arte e le Scienze umane, nonché le Scienze giuridiche e politiche.
Il suo centro amministrativo è situato nel cuore di Parigi: il Quartiere latino. Tuttavia, possiede numerose sedi in molti arrondissement della città.
A seguito degli avvenimenti del maggio francese, nel Sessantotto, l'Università di Parigi è stata divisa in 13 nuove università. I professori François Luchaire (Diritto), Henri Bartoli (Economia) e Hélène Ahrweiler (Scienze Umane) sono all'origine del raggruppamento parziale avvenuto nel 1971: una parte delle facoltà di Giurisprudenza e di Scienze economiche hanno dato vita alla succursale universitaria denominata Panthéon Assas; il raggruppamento di una parte delle facoltà di Lettere e Scienze Umane ha originato invece la "Panthéon Sorbonne". Oggigiorno, sono 4 le università parigine che hanno il nome « Sorbonne » nella loro denominazione ufficiale.

## Indirizzo
Il rettorato dell'università Paris I: Panthéon Sorbonne è ubicato al numero civico 12 di piazza del Panthéon (F-75231 Paris cedex 05) a Parigi, mentre i servizi specifici sono situati in rue des Ecoles dove si trova appunto la famosa università.

## Unità di formazione e di ricerca (UFR)
Vi sono 14 Unità di Formazione e di Ricerca nell'università Paris I, classificate in 3 settori di studi:
1. Scienze economiche e di Gestione
  1. Economie pura (UFR 02)
  2. Gestione e Economia aziendale (UFR 06)
  3. Matematica ed Informatica (UFR 27)
2. Scienze umane
  1. Storia dell'arte e Archeologia (UFR 03)
  2. Arti plastiche e Scienza dell'Arte (UFR 04)
  3. Geografia (UFR 08)
  4. Storia (UFR 09)
  5. Filosofia (UFR 10)
3. Scienze giuridiche e politiche
  1. Giurisprudenza (UFR 26)
  2. Diritto, Amministrazione e funzione pubblica (UFR 1)
  3. Diritto degli affari (UFR 05)
  4. Studi internazionali ed europei (UFR 07)
  5. Scienze politiche (Dipartimento di Scienze politiche della Sorbona) (UFR 11)
  6. Studi sociali - AES (Amministrazione Economica e Sociale) e Diritto sociale (UFR 12)

## Istituti facenti parte di Paris I: Panthéon Sorbonne
Vi sono anche 4 istituti di studio e di ricerca:
1. Istituto di Demografia dell'Università Paris I (IDUP)

1. Istituto degli studi dello sviluppo economico e sociale (IEDES)

1. Istituto delle Scienze sociali e del lavoro (ISST)

1. Istituto di ricerca e degli Studi superiori del Turismo (IREST)

Creato nel 1961 il CEST (Centre d’etudes supérieures du tourisme) nel 1989 è diventato IREST (Institut de recherche et d’etudes supérieures du tourisme).
Nel 2011 ha festeggiato il 50º anniversario con la pubblicazione del libro «Sous la Sorbonne la plage? Irest 1961-2011», un racconto che traccia la storia di 50 anni di questo Istituto.

## Il centro Pierre-Mendès-France
Il centro Pierre-Mendès-France è una sede situata al numero civico 90 di rue de Tolbiac nel XIII arrondissement. Accoglie all'incirca 11 000 studenti del primo e del secondo anno che frequentano le facoltà di Scienze umane, di Scienze economiche e di gestione, nonché qualche indirizzo giuridico.
Si tratta di un insieme di 3 torri di varie altezze: la torre A è alta 9 piani, la torre B 15 piani e la torre C 22 piani.
Negli Anni 60,il campus di Tolbiac è stato così concepito dagli architetti per evitare possibili insurrezioni studentesche: tutto è stato studiato per impedire e contenere le manifestazioni. Paris I è, quindi, l'antitesi dell'Università Paris X: Nanterre.
Il sito di Tolbiac ha conosciuto tutti i movimenti studenteschi che si sono svolti dal 1968 in poi: quelli del 1976, del 1986, del 1994, del 1995, del 1997, del 2003 ed, infine, del 2006. Nel 1978, alcuni studenti sono riusciti a sfidare le autorità organizzando numerosi concerti punk in uno degli anfiteatri di Tolbiac. Nel 1997, un anfiteatro di Tolbiac è stato occupato dagli studenti per un mese. Nel 2003, la torre di Tolbiac è stata totalmente paralizzata da uno sciopero di lunga durata. I corsi sono potuti riprendere solo grazie all'intervento della polizia. Nel novembre 2004, uno studente di Paris I è stato arrestato per tre settimane accusato di aver preso parte ad una manifestazione all'Università Paris X: Nanterre. Nel 2006, a seguito degli scioperi studenteschi dovuti al CPE (Contrat Première Embauche), gli studenti di Paris I furono particolarmente attivi nel perturbare il normale svolgimento dei corsi al centro Pierre-Mendès-France, durante 6 settimane, fino alle vacanze di Pasqua.